# Domstolar för statsförbrytelser
Domstolar för statsförbrytelser (finska: valtiorikosoikeudet) kallades de specialdomstolar, som inrättades för att rannsaka och döma personer som deltagit på den förlorande sidan i finska inbördeskriget 1918.
Kort efter det att upproret kuvats stiftades en lag som stadgade, att de straffbara handlingar som innebar delaktighet i detta skulle behandlas vid särskilda domstolar för statsförbrytelser, av vilka det inrättades totalt 145 i hela landet. Man tillsatte en överdomstol för statsförbrytelser på vilken det bl.a. ankom att övervaka domstolarnas verksamhet, i vissa fall granska deras beslut och behandla nådeansökningar.
Dessa domstolars verksamhet upphörde 1 juni 1920, då de oavslutade målen överfördes på de allmänna domstolarna. Förfarandet avvek från juridisk kutym i Finland, men kan förklaras med att tiotusentals personer ansågs ha deltagit i upproret. Ett juridiskt förfarande av sedvanlig art hade under dåvarande exceptionella förhållanden varit svårt att genomföra.
Principen att varje person som av någon anledning infångats skulle rannsakas av domstol ledde till svåra lidanden och hög dödlighet i fånglägren särskilt sommaren 1918 (vita terrorn).